# سو ماوجين
سو ماوجين (بالصينية: 宿茂臻)، من مواليد 30 يوليو 1972، لاعب كرة قدم صيني سابق، ومدرب كرة قدم حالي.
لعب أغلب فترات مسيرته الكروية مع نادي شاندونغ لونينغ.
و قد لعب أولى مبارياته الدولية في 1 يناير 1994 أمام منتخب السعودية لكرة القدم.
و هو الآن مساعد مدرب منتخب الصين الأولمبي لكرة القدم.

## روابط خارجية
- سو ماوجين على موقع الاتحاد الدولي (مؤرشف)  (الإنجليزية)
- سو ماوجين على موقع قاعدة بيانات كرة القدم.إي يو (الإنجليزية)
- سو ماوجين على موقع ناشيونال فوتبول تيمز (الإنجليزية)
- سو ماوجين على موقع اللجنة الأولمبية الصينية (الإنجليزية)